# Postribë
Postribë es un antiguo municipio albanés del condado de Shkodër. Se encuentra situado en el norte del país y desde 2015 está constituido como una unidad administrativa del municipio de Shkodër. En 2011, el territorio de la actual unidad administrativa tenía 7069 habitantes.
La unidad administrativa incluye los pueblos de Boksi, Domni, Dragoçi, Drishti, Kullaj, Mesi, Myselimi, Prekali, Shakota, Ura e Shtrenjtë y Vilëza.
Comprende un conjunto de asentamientos rurales en la periferia nororiental de la ciudad de Shkodër, en el valle del río Kir.